# شانی والیس
شانی والیس (انگلیسی: Shani Wallis؛ زادهٔ ۱۴ آوریل ۱۹۳۳) یک هنرپیشه و خواننده اهل بریتانیا و ایالات متحده آمریکا است. وی از سال ۱۹۵۳ میلادی تاکنون مشغول فعالیت بوده‌است.
از فیلم‌ها یا برنامه‌های تلویزیونی که وی در آن نقش داشته‌است می‌توان به الیور!، کارآگاه موش بزرگ، پبل و پنگوئن، یک سلطان در نیویورک، دود اسلحه، فرشتگان چارلی، ستوان کلمبو و نایت گالری اشاره کرد.